# Die Frau in Schwarz 2: Engel des Todes
Die Frau in Schwarz 2: Engel des Todes (Originaltitel: The Woman in Black: Angel of Death) ist ein britisch-kanadischer Horrorfilm des Studios Hammer Film Productions. Es handelt sich um die Fortsetzung des Filmes Die Frau in Schwarz von 2012; der Film entstand unter der Regie von Tom Harper und basiert auf einem Drehbuch von Jane Goldman und Jon Croker. Anders als beim Vorgänger liegt diesem keine literarische Vorlage zugrunde, wobei die Autorin Susan Hill die beiden Drehbuchautoren jedoch unterstützte.
Obwohl der Film bereits ab dem 30. Dezember 2014 in Dubai zu sehen war, fand seine offizielle englische Premiere erst am 1. Januar 2015 statt. Der Kinostart in Deutschland war am 19. Februar 2015.

## Handlung
Die Filmhandlung spielt 1941 während des Zweiten Weltkrieges. Zum Schutz gegen deutsche Bombenangriffe auf London werden Schulkinder aufs Land evakuiert. Die junge Lehrerin Eve Parkins begleitet eine Gruppe von Kindern, die vom Militär nach Crythin Gifford geschickt werden, um dort in das seit Jahrzehnten leerstehende Eel Marsh House einzuziehen. Auf der Zugfahrt macht Eve Bekanntschaft mit Harry Burnstow, der als Militärpilot ebenfalls nach Crythin Gifford reist. In dem inzwischen verlassenen Dorf trifft Eve während einer Reifenpanne am Schulbus auf den blinden und scheinbar verrückten Jacob, dessen wirre Sätze sie noch nicht weiter deuten kann. Vom Haus selbst zeigen sich die beiden Lehrerinnen, Eve Parkins und Jean Hogg, alles andere als begeistert, vor allem aufgrund des maroden Zustandes des Gebäudes, aber wohl wissend, dass sie keine andere Wahl haben, als nun hier zu bleiben.
In der ersten Nacht im Haus plagt Eve ein Albtraum aus ihrer Vergangenheit. Sie sieht sich bei der Geburt ihres Kindes, das ihr jedoch unmittelbar danach wegen ihres damals noch unmündigen Alters weggenommen wurde. Als sie anschließend den Geräuschen im Gebäude nachgeht, stößt sie auf eine auf die Wand geschriebene Nachricht, die sie beschuldigt, ihr Kind im Stich gelassen zu haben. Zum ersten Mal erscheint ihr (für den Zuschauer kaum erkennbar) dabei die „Frau in Schwarz“.
Unter den den Frauen anvertrauten Kindern befindet sich auch ein Junge namens Edward, der, seitdem seine Eltern bei einem Bombenangriff ums Leben kamen, kein Wort mehr gesprochen hat. Er wird von älteren Jungen schikaniert und in ein altes Spielzimmer gesperrt, in dem auch er die „Frau in Schwarz“ sieht. Obwohl es Eve gelingt, ihn aus dem Raum zu befreien, bemerkt sie rasch eine Wesensänderung an dem Jungen, der nun stets eine aus dem Zimmer mitgenommene alte Puppe mit sich trägt. Als Eve von Edward in Erfahrung bringen will, was im geschlossenen Zimmer geschehen ist, bleibt er weiterhin stumm, schreibt aber auf einen Zettel die von der „Frau in Schwarz“ an Eve ausgesprochene Botschaft „You let him go“ (sinngemäß: „Du hast ihn verlassen“). Tom, einer der beiden älteren Jungen, die Edward peinigten, folgt der „Frau in Schwarz“ nachts aus dem Haus. Von Eve wird er am folgenden Morgen tot und mit Stacheldraht umwickelt am Strand aufgefunden. Eve spricht nun mit Dr. Rhodes, dem Verantwortlichen für die Auswahl des Hauses, und berichtet ihm, dass sie der Ansicht ist, nicht alleine im Hause zu sein – er schenkt ihr jedoch keinen Glauben.
Auf dem Friedhof vor dem Haus entdeckt Eve das Grab von Nathaniel Drablow, dabei erblickt sie erneut den Geist der „Frau in Schwarz“. Sie versucht ihr zu folgen, stürzt dabei jedoch und hat eine Vision des Todes von Nathaniel. Eve findet Unterstützung und Zuneigung bei Harry, dem ehemaligen Militärpiloten, der jedoch wegen Feigheit degradiert wurde. Zusammen stoßen sie im Haus nach und nach auf die Hintergründe zu den früheren Vorkommnissen. Jennet Humpfrye, die Mutter von Nathaniel, plagte und peinigte nach ihrem Selbstmord ihre Schwester Alice als Geist, da sie ihr die Schuld am Tod ihres Sohnes gab. Auch Eve wirft sie nun vor, ihr eigenes Kind im Stich gelassen zu haben. Eve begibt sich ins Dorf, um mit dem alten Jacob zu sprechen. Da dieser blind ist, konnte er die „Frau in Schwarz“ nie sehen. Jedoch nur, wenn der Geist der „Frau in Schwarz“ von einer Person gesehen wird, musste ein Kind sein Leben lassen.
Im Haus verhindert Jean indes, dass sich ein Mädchen mit einer Schnur unter dem Einfluss der „Frau in Schwarz“ selbst erdrosselt. Wegen drohender Luftangriffe verbringen alle die nächste Nacht im Keller. Dort erzählt Eve Harry ihre Geschichte und dass sie die Suche nach ihrem Kind aufgegeben habe, sodass sie nun befürchtet, dass sich der Geist von Jennet wegen dieses Verhaltens nun auch an ihr rächen will. Ein Mädchen verlässt den Keller, nachdem der Geist (nur für einen Sekundenbruchteil erkennbar) dort erscheint und erstickt sich mit einer Gasmaske.
Die beiden Lehrerinnen entschließen sich nun, die Kinder aus dem Haus zu schaffen. Sie bringen sie zu einem Bunker bei Harrys Flugfeld, das jedoch nur zum Schein angelegt wurde, um deutsche Piloten zu irritieren. Schnell wird klar, dass ihnen der Geist, den Jean entdeckt, durch Edwards Puppe gefolgt ist. Im folgenden Durcheinander rennt Edward aus dem Bunker in einen brennenden Feuerkorb, um sich umzubringen. Doch Eve hat eine Eingebung, dass Edward noch am Leben ist und sich wieder im Haus aufhält. Dabei geht es der „Frau in Schwarz“ darum, Eve allein zurückzulocken, um dort dann auch an ihr Rache zu nehmen.
Während alle Übrigen mit dem Schulbus abgeholt werden, begibt sich Eve alleine zurück zum Haus auf die Suche nach Edward. Sie entdeckt ihn, als er gerade versucht, sich im Moor zu ertränken. Beim Versuch ihn zu retten, werden beide vom Geist unter Wasser gezogen. In letzter Sekunde schafft es Harry, Eve und Edward zu Hilfe zu eilen und sie zu retten, wobei er jedoch selbst vom Geist ertränkt wird.
Monate später hat Eve Edward adoptiert und lebt mit ihm in London. Sie glauben, die „Frau in Schwarz“ los zu sein, doch als sie gemeinsam ihre Wohnung verlassen, erscheint sie erneut im Bilderrahmen einer Fotografie von Harry.

## Synchronisation
Die deutschsprachige Synchronisation entstand nach einem Synchronbuch und unter der Dialogregie von Kathrin Simon im Auftrag der Mo Synchron GmbH.
| Rolle           | Darsteller        | Synchronsprecher   |
| --------------- | ----------------- | ------------------ |
| Alice Drablow   | Eve Pearce        | Marion Hartmann    |
| Dr. Rhodes      | Adrian Rawlins    | Udo Wachtveitl     |
| Edward          | Oaklee Pendergast | Norman Endres      |
| Eve Parkins     | Phoebe Fox        | Laura Maire        |
| Flora           | Amelia Crouch     | Enola Fladée       |
| Fraser          | Casper Allpress   | Louis Eitner       |
| Frank           | Barry Rothbart    | Nico Selbach       |
| Frau in Schwarz | Leanne Best       | Caroline Combrinck |
| Harry Burnstow  | Jeremy Irvine     | Patrick Roche      |
| Hermit Jacob    | Ned Dennehy       | Kai Taschner       |
| James           | Pip Pearce        | Laurin Lechenmayr  |
| Jean Hogg       | Helen McCrory     | Madeleine Stolze   |
| Joyce           | Amelia Pidgeon    | Senja Quicken      |
| Ruby            | Leilah de Meza    | Sophia Gunia       |
| Tom             | Jude Wright       | Leon Endres        |

## Hintergrund
Bereits im April 2012 wurde bekannt gegeben, dass das Produktionsstudio Hammer Films schon seit einiger Zeit Pläne zu einer Fortsetzung des Gruselfilms verfolgt. Jon Croker, der bisher als Autorenredakteur tätig war, sollte das Drehbuch schreiben, wobei er von Susan Hill beraten wurde. Seit Mitte Oktober 2012 stand Tom Harper als Regisseur des Films fest. Der Titel des Projektes lautete schon früh The Woman In Black 2: Angel Of Death.
Zwischenzeitlich wurde auch die erste offizielle Synopsis zu The Woman In Black: Angel of Death veröffentlicht. Demnach war die Handlung mehrere Jahrzehnte nach dem ersten Teil angesiedelt und sollte während des Zweiten Weltkrieges spielen. Die britische Regierung hat das Eel Marsh House zu einer militärischen Nervenheilanstalt umfunktioniert. Die traumatisierten Soldaten beleben den tödlichen Spuk der „Frau in Schwarz“ aufs Neue und fallen ihr zum Opfer. Die junge Krankenschwester Eve versucht verzweifelt, ihre Patienten zu schützen.
Dieses Handlungskonzept wurde allerdings weitgehend verworfen. Zurück blieben nur der Krieg als Hintergrund sowie die weibliche Hauptrolle. Im Oktober 2013 erschien ein Roman, als Fortsetzung zum ersten Film, der auf dem Drehbuch basiert. Verfasst wurde dieser von Martyn Waites, jedoch mit überwiegend negativen Kritiken bedacht.
Bereits 1989 erschien eine Verfilmung des Romans, für das britische Fernsehen. Adrian Rawlins spielte darin die Hauptrolle des Arthur Kipps, der später von Daniel Radcliffe verkörpert wurde. In Die Frau in Schwarz 2: Engel des Todes wirkte Rawlins ebenfalls mit, in einer Nebenrolle als Dr. Rhodes.

## Rezeption

### Kritiken
Ganz im Gegensatz zum vielgelobten Vorgänger, fielen die Kritiken zu Die Frau in Schwarz 2: Engel des Todes überwiegend negativ aus. So erhielt der Film bei Rotten Tomatoes eine Wertung von 22 Prozent.

„War die Adaption von Susan Hills Novelle mit Daniel Radcliffe in der Hauptrolle doch eine faszinierende und zugleich hoch effektive Stilübung im Verbergen und Enthüllen, im Eintauchen in die tiefen Schatten eines alten Herrenhauses auf einer abgelegenen Insel, in langsamer Eskalation und in Suspense. Tom Harpers Fortsetzung ‚Die Frau in Schwarz 2: Engel des Todes‘ dagegen präsentiert sich erzählerisch zwar deutlich ambitionierter, erschöpft sich dafür aber im uninspirierten Aneinanderreihen von Horrorstandards.“

„Besonders viel Vertrauen auf seine Eignung als Grusel-Tool legt ‚Die Frau in Schwarz 2‘ aber eh nicht an den Tag. Warum sonst würde die Regie von Tom Harper sich in Spannungsszenenzersäbelung per Parallelmontage flüchten und am Ende Actionhektik schinden, ja sogar ProtagonistInnen mit Geistern raufen lassen (ein absolutes No-Go). Von allem, was den ersten Teil zu einem so schlicht unheimlichen Film gemacht hat – Sorgfalt in Ausstattung und Lichtsetzung, Reduktion in Rhythmus und Plot, Freude am Einrichten von Anblicken, die dem Auge Fallen stellen, schließlich: Daniel Radcliffe –, bleibt nur Erinnerung. Und die stellt sich angesichts dieses Abräumersequels weder traumatisch, noch spukhaft ein, sondern mit einem Seufzer.“

„Anders als Watkins, der das alte Herrenhaus zum Zentrum seines Films gemacht hat, besitzt Harper kein Gespür für dieses einmalige Setting. Was er zu Beginn in London geschickt heraufbeschworen hat, den Schrecken einer Welt, in der überall Tod und Einsamkeit lauern, will er schließlich erzwingen. Alles wird nun ausgesprochen. Die Gespenster der Vergangenheit, die Eve und Harry von Anfang an mit sich herumgetragen haben, werden an die Oberfläche belehrender Dialoge und banaler Symbole gezerrt. Am Ende passt dann alles perfekt zusammen. So treibt Harper seiner Geschichte auch noch den letzten Rest an Ambivalenz aus.“

### Einspielergebnis
Der Film konnte weltweit rund 49 Millionen US-Dollar einspielen, allein 27 Millionen US-Dollar im nordamerikanischen Raum.